# Xinjian (sockenhuvudort i Kina, Liaoning Sheng, lat 40,85, long 122,36)
Xinjian är en sockenhuvudort i Kina. Den ligger i provinsen Liaoning, i den nordöstra delen av landet, omkring 140 kilometer sydväst om provinshuvudstaden Shenyang. Antalet invånare är 8 826. Befolkningen består av 1 770 kvinnor och 7 056 män. Barn under 15 år utgör 3,0 %, vuxna 15-64 år 85 %, och äldre över 65 år 10,0 %.
Runt Xinjian är det tätbefolkat, med 493 invånare per kvadratkilometer. Närmaste större samhälle är Qikou, 5,4 km öster om Xinjian. Trakten runt Xinjian består till största delen av jordbruksmark.
Genomsnittlig årsnederbörd är 870 millimeter. Den regnigaste månaden är juli, med i genomsnitt 212 mm nederbörd, och den torraste är januari, med 8 mm nederbörd.